# Церква святого Юрія (Дубно)
Церква святого Юрія (Георгіївська, Юр'ївська) — чинна дерев'яна церква, пам'ятка архітектури національного значення, у Дубно, єдина збережена до наших днів дерев'яна церква міста.. Парафія належить до Рівненської єпархії УПЦ Московського патріархату.

## Історія
Будівництву Георгіївської церкви передували довгі приготування. Адже навкруги були болота, ліс, вода. Через річку Ікву було два містки, які зв'язували князівські землі з навколишніми невеликими поселеннями за шість верств від Сурмич, Гірниками та Злинцем. Жителі цих поселень не змогли самостійно збудувати свій храм. Церкву будували міщани Сурмич, селяни Гірник та Злинця, за допомогою князя. Активну допомогу надавали військові з князівських корогв. Недалеко від р. Ікви, на сухому пагорбі, оточеному деревами, розпочалися роботи по спорудженню церкви. 22 липня 1700 р., при наявності численних сімей парафіян, князівської знаті, священослужителів, церква була освячена в ім'я святого Великомученика Георгія Побідоносця. Георгіївська церква охороняється державою як пам'ятка історії та культури.
Престольний празник: 6 травня-день святого Юрія.
Престольний відпуст :  4 серпня-день рівноапостольної Марії Магдалини.

## Галерея

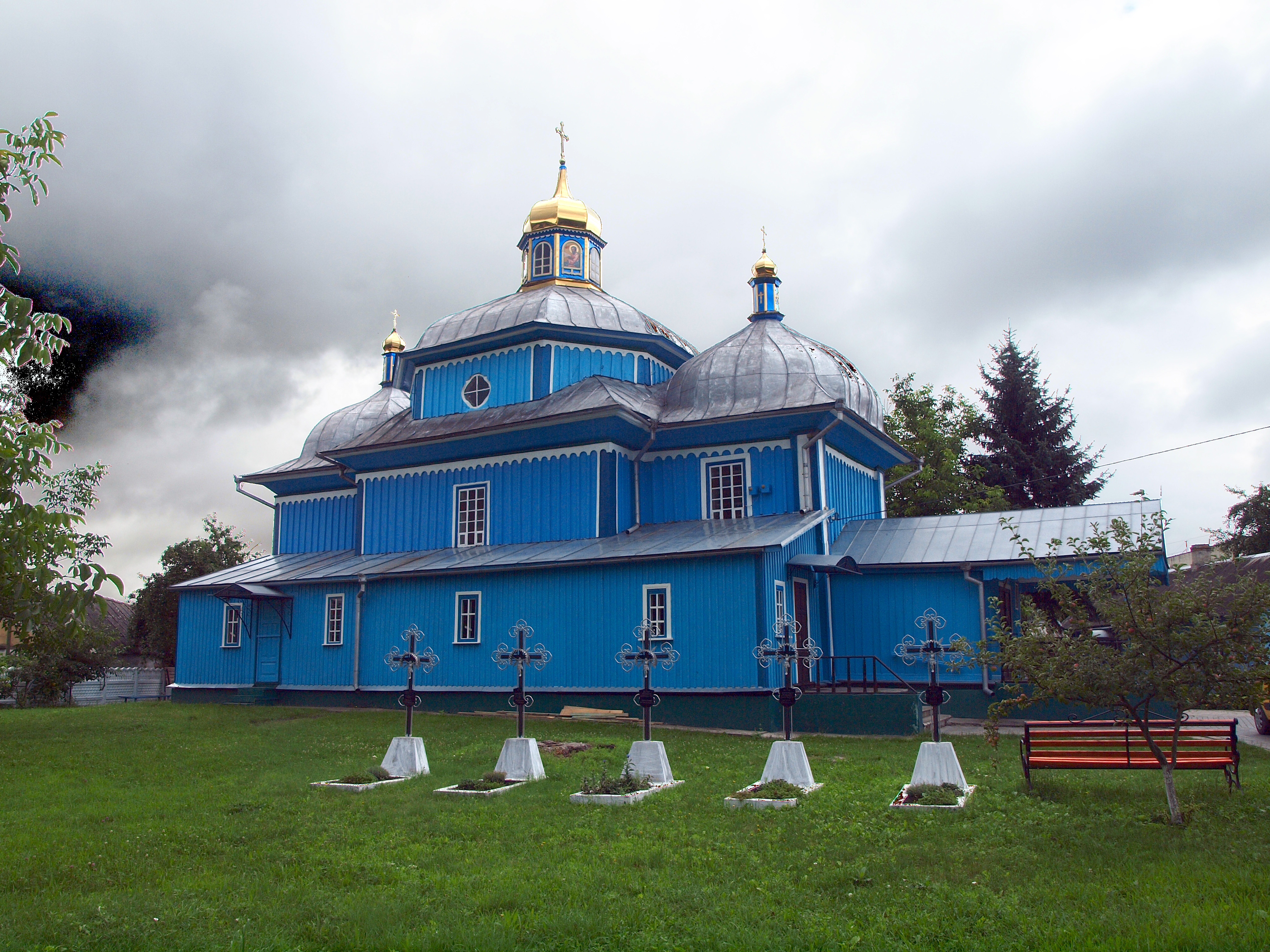
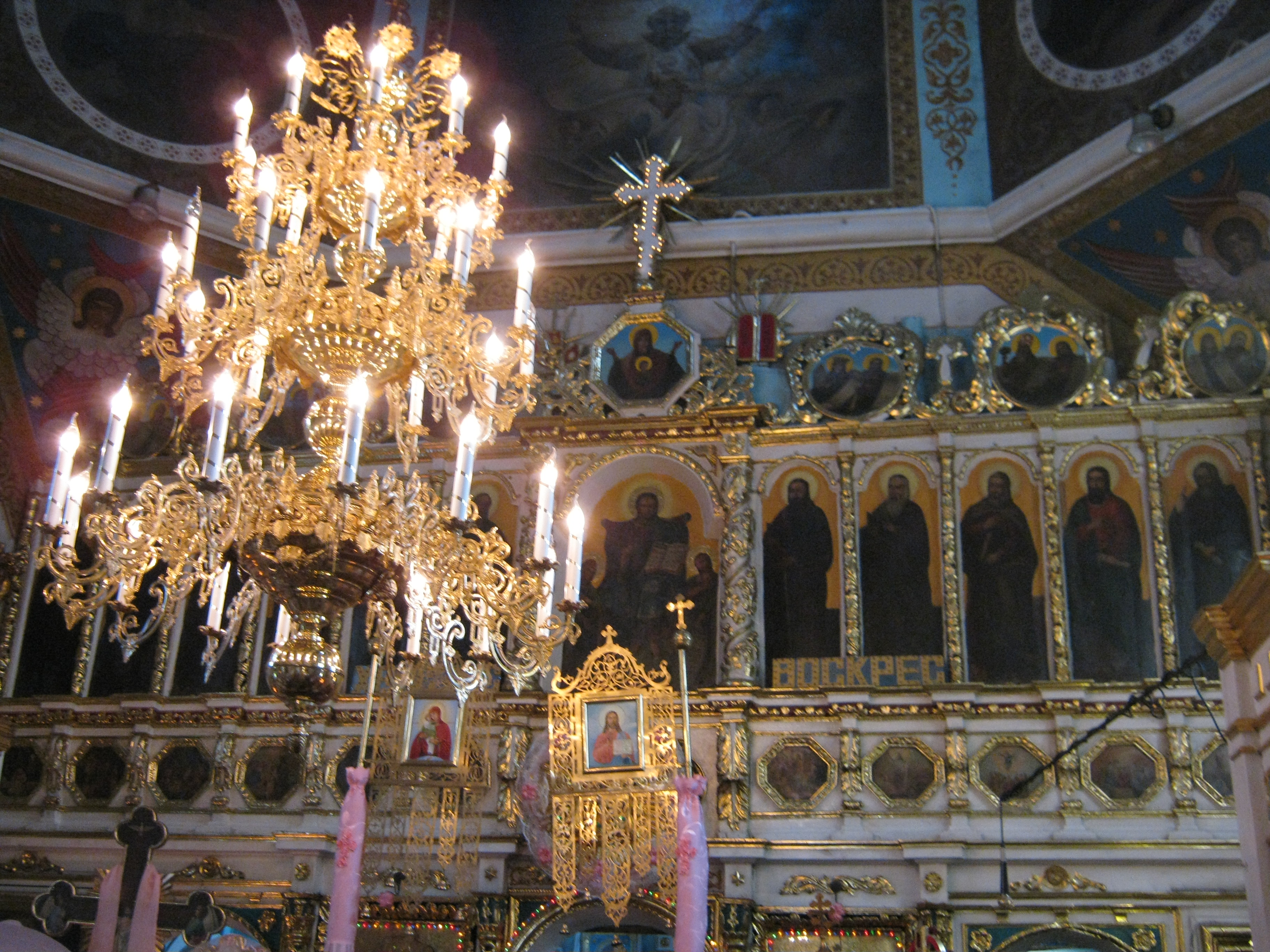
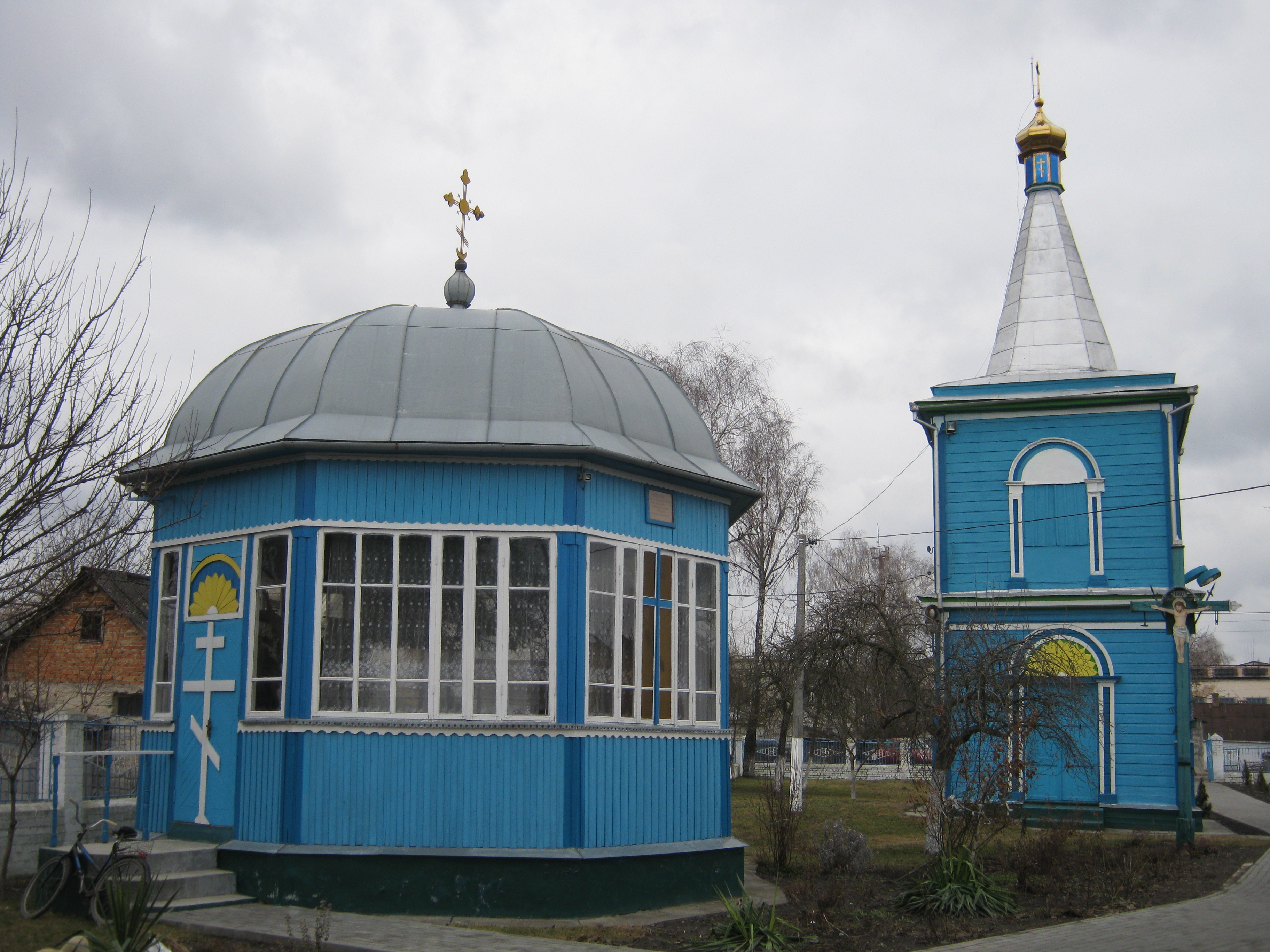
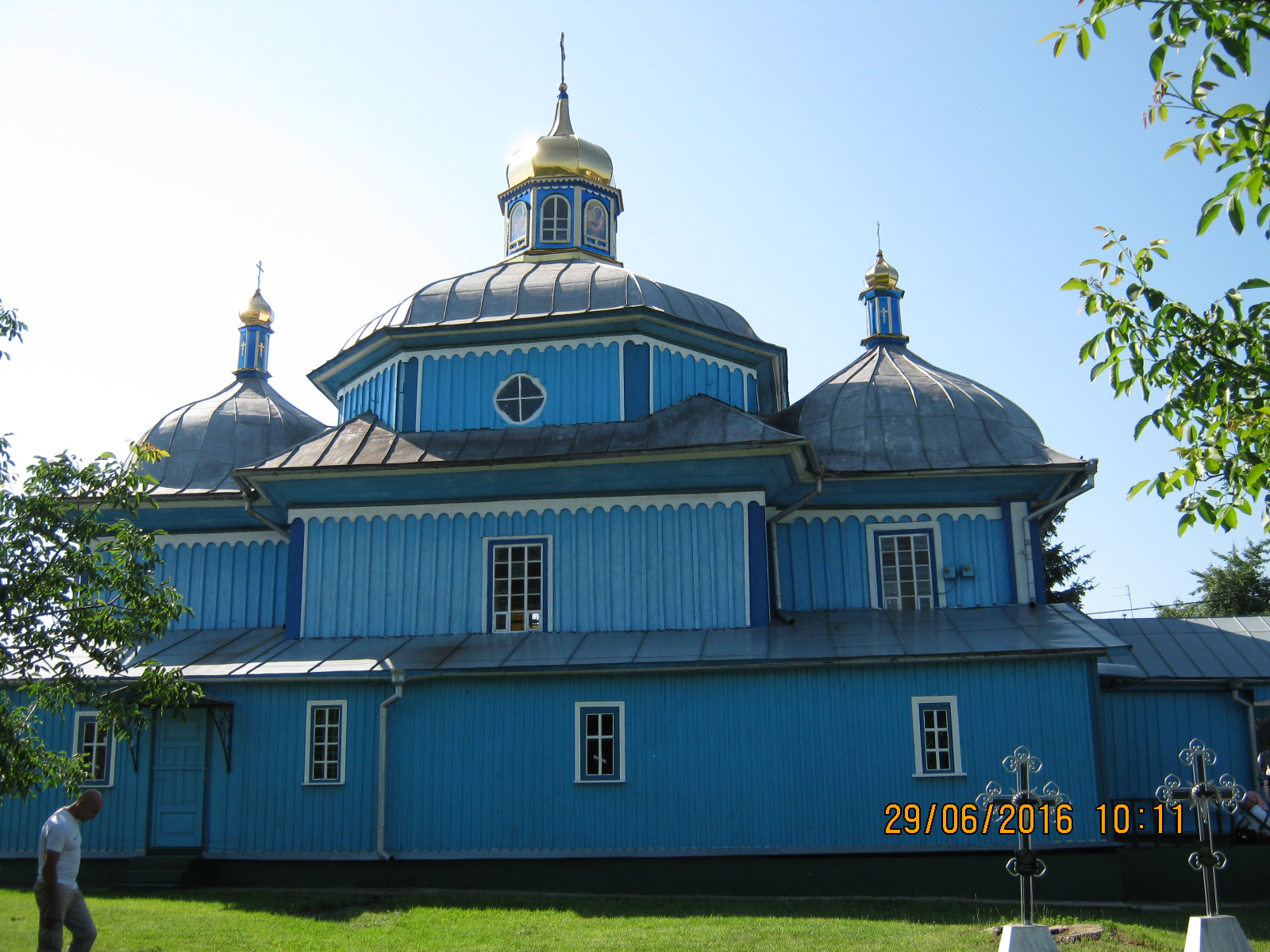
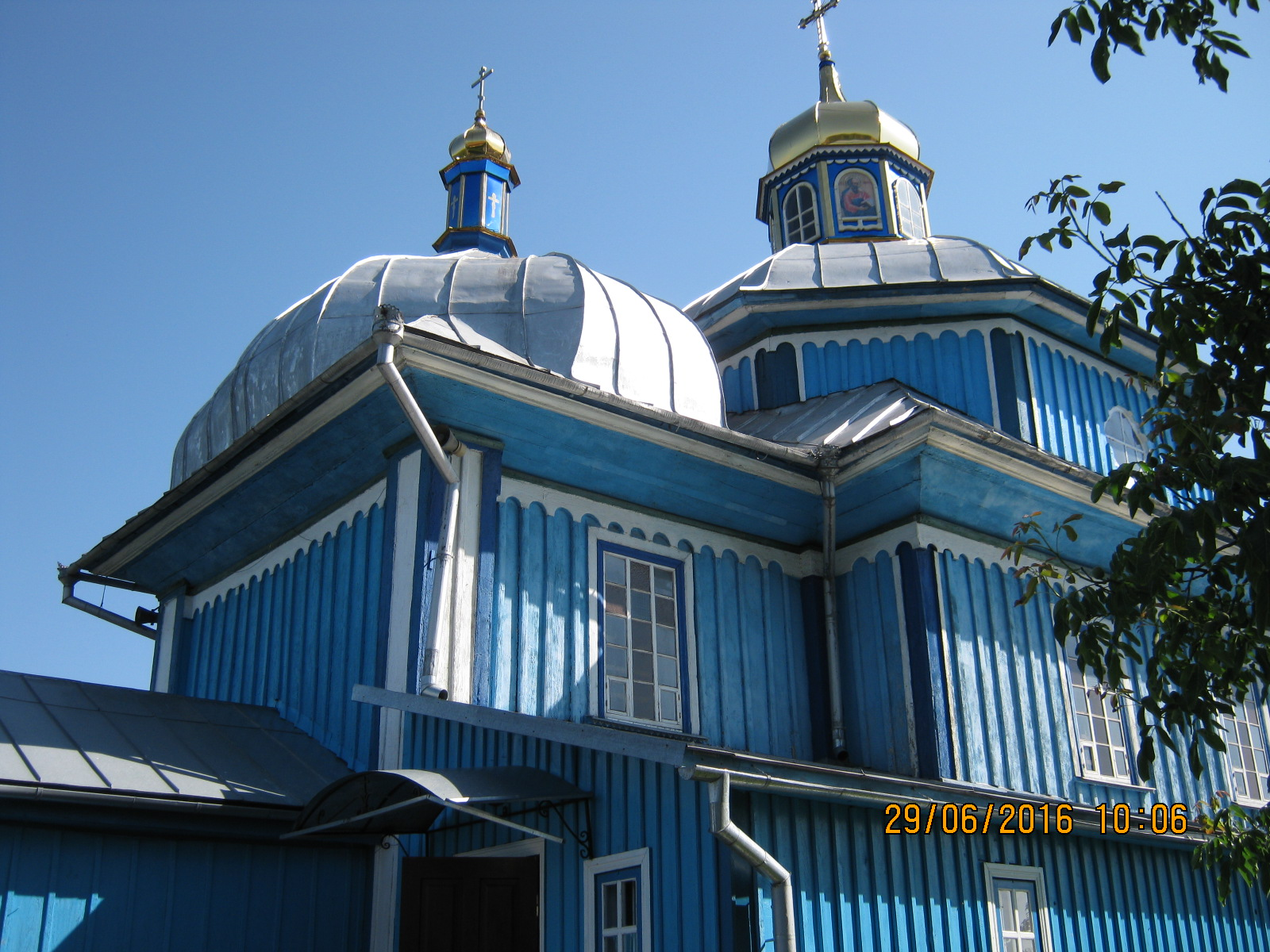
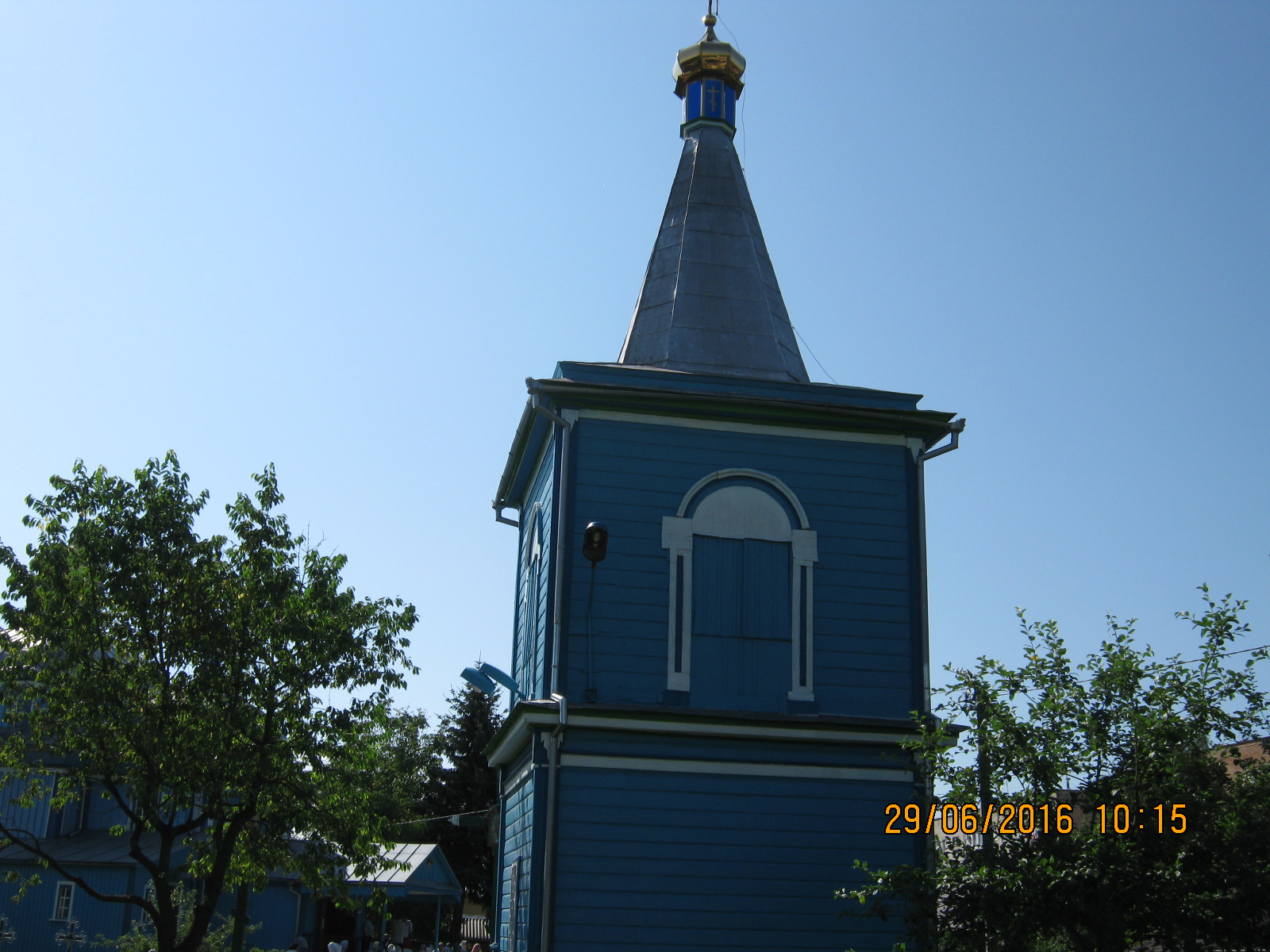

## Архітектура
Церква споруджена за традиціями волинської школи будівництва у стилі українського бароко. За своїм типом належить до дерев'яних тридільних церков з трьома банями та унікальними пропорціями. Належить до найхарактерніших зразків поліського храмового будівництва. Значною подією в церкві став 1869 рік, коли було завершено будівництво двоповерхової дерев'яної дзвіниці. До 1960 року на Сурмичах стояла каплиця святої Марії Магдалини, яку було зведено на пам'ять про місцевих жителів, що померли від чуми в XIX столітті. У 2000 році поруч з церквою побудували нову каплицю на честь 2000-ліття Різдва Христового.
Дата завершення будівництва церкви — 22 липня 1700 р., дзвіниці — 1869 р. Церква являє собою одноверхий храм з трьома рівновисокими зрубами. Планувальне вирішення складається з наближених до квадрату бабинця, нави та абсиди. Над навою влаштований відносно невисокий восьмерик підбанника з двома фігурними вікнами з південної та північної сторони. Підбанник накрито восьмигранним пониженим куполом, що завершується світловим ліхтарем з чотирма віконцями та маківкою грушеподібної форми. Над бабинцем та абсидою облаштовані дахи у вигляді двох восьмигранних куполів з декоративними маківками. Зовнішні стіни опоряджені вертикальними дошками з нащільниками. В кінці XX — на початку XXI століть до давніших прибудов ризниці та притвору додалися додаткові приміщення вздовж  північного фасаду, що відчутно деформувало  цілісний архітектурний облік храму. Дзвіниця двоярусна по типу «четверик на четверику», завершується високим наметовим дахом з цибулястою маківкою. Зовнішні стіни опоряджені горизонтальними дошками, підкреслені карнизами та кутовими пілястрами. Декоративні обрамлення мають також дверні та віконні отвори.